# Diana : À la recherche de la vérité
Diana : À la recherche de la vérité (The Murder of Princess Diana) est un téléfilm américain réalisé par John Strickland, inspiré du roman de Noel Botham et diffusé le 25 août 2007 sur Lifetime.

## Synopsis
Aidée par un inspecteur de police, une journaliste enquête sur la mort tragique de la princesse Diana.

## Fiche technique
- Titre original : The Murder of Princess Diana
- Titre français : Diana : À la recherche de la vérité
- Réalisation : John Strickland (en)
- Scénario : Noel Botham (en) (roman), Reg Gadney et Emma Reeves
- Décors : Rod Stratfold
- Costumes :
- Montage :
- Musique : Nina Humphreys
- Photographie : Daf Hobson
- Casting : Michelle Guish, Nicolas Ronchi et Katja Wolf
- Direction artistique : Keith Slote
- Production : Julia Stannard
  - Coproducteur : Jimmy de Brabant et Bob Bellion
  - Production exécutive : Bénédicte Humbel et Simon Wright
- Société de production : Delux Productions, Lifetime Television et Working Title Television
- Société de distribution : Lifetime Television (télévision)
- Format : couleur - 1,33 : 1
- Pays d'origine :  États-Unis,  Luxembourg,  Royaume-Uni
- Langue : anglais
- Genre : biographique, drame
- Durée : 96 minutes
- Date de diffusion : 
  -  25 août 2007

 Sauf indication contraire, les informations mentionnées dans cette section peuvent être confirmées par la base de données cinématographiques IMDb,  présente dans la section « Liens externes ».

## Distribution
- Jennifer Morrison (VF : Cathy Diraison) : Rachel Visco
- Grégori Derangère (VF : lui-même) : Thomas Sylvestre
- Kevin McNally (VF : Jacques Frantz) : Charles Davis
- Jules Werner : Bernard
- François Marthouret (VF : lui-même) : Bertrand
- Lucien Jean-Baptiste (VF : lui-même) : Martin
- Nathalie Brocker : Princesse Diana
- Denis Braccini : Henri Paul
- Raymond Coulthard (en) : Anthony
- Frédéric de Brabant : le docteur Riou
- Nicolas de Pruyssenaere : le docteur Maillez
- Stéphane Loumi : Dodi Al-Fayed